# Шападан-ду-Сеу
Шападан-ду-Сеу (порт. Chapadão do Céu) — муниципалитет в Бразилии, входит в штат Гояс. Составная часть мезорегиона Юг штата Гойас. Входит в экономико-статистический микрорегион Судуэсти-ди-Гояс. Население составляет 8853 человека на 2016 год. Занимает площадь 2185,124 км². Плотность населения — 3,2 чел./км².
Праздник города — 21 августа.

## История
Город основан в 1981 году.

## Статистика
- Валовой внутренний продукт на 2014 год составляет 814 213,00 реалов (данные: Бразильский институт географии и статистики)[1].
- Валовой внутренний продукт на душу населения на 2014 год составляет 97 885,68 реалов (данные: Бразильский институт географии и статистики)[1].
- Индекс человеческого развития на 2010 год составляет 0,425 (данные: Программа развития ООН)[2].